# Vlag van Sint Pancras

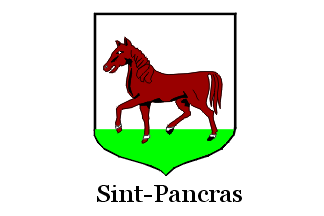
Vlag van Sint Pancras

De vlag van Sint Pancras werd op 15 oktober 2005 door het Nederlandse dorp Sint Pancras in gebruik genomen. De vlag bestaat uit een wit veld met in het midden het gemeentewapen afgebeeld met daaronder "Sint-Pancras" in zwarte letters.

Wapen van Sint Pancras

Abbekerk
· Assendelft
· Bergen
· Bovenkarspel
· Buitenveldert
· Bussum
· De Rijp
· Driemond
· Groet
· Grootschermer
· Graft
· Hauwert
· Huisduinen
· Julianadorp
· Koog aan de Zaan
· Krommenie
· Krommeniedijk
· Lambertschaag
· Marken
· Middelie
· Muiden
· Muiderberg
· Naarden
· Nauerna
· Nibbixwoud
· Nieuw-Vennep
· Omval
· Opperdoes
· Rijsenhout
· Sijbekarspel
· Sint Pancras
· Sloten
· Spaarndam
· Vogelenzang
· Weesp
· Wijk aan Zee
· Wormerveer
· Zaandijk
· Zwaagdijk-West